# Северокавказско-украинские отношения
Северокавказско-украинские отношения — совокупность отношений, установленных Украинской Народной Республикой и Украинской державой с различными правительствами Северного Кавказа (Союз объединённых горцев Северного Кавказа и Дагестана, Республика Союза Народов Северного Кавказа, Большой войсковой круг Терского казачьего войска) в 1917—1922 годах.

## Попытки установления двухсторонних связей с Горской республикой
Первым официальным горско-украинским контактом стал организованный в сентябре 1917 года по инициативе Украинской Центральной рады Съезд порабощённых народов России, куда прибыла делегация Союза объединённых горцев Северного Кавказа и Дагестана. 
После провозглашения независимости Республики Союза Народов Северного Кавказа, в связи с нехваткой оружия и боеприпасов, её правительство поставило своему представителю на Кубани и Дону Пшемахо Коцеву задачу доставки оружия и военной техники. Так как на Кубани и Дону боеприпасов для горцев не нашлось, Коцев в июне 1918 года отправился в Киев. Там, после переговоров с главнокомандующим восточных оккупационных сил Центральных держав Германом фон Эйхгорном, он получил партию оружия из старых запасов Русской армии, которой было достаточного для вооружения одной бригады. В Киеве он также встретил несколько офицеров и около 60 солдат Кавказского кавалерийского корпуса, из которых был сформирован отряд для охраны полученного груза.
Уже в декабре 1918 года в Украинской державе фиксируется деятельность фактического представительства Горской республики — комиссариата Горцев Северного Кавказа, возглавляемого Борисом Примоевым. 10 декабря он и секретарь комиссариата Григорий Туаев официально обратились в украинское Министерство иностранных дел с просьбой разъяснить положения закона о регистрации и призыве в украинскую армию отдельных категорий офицеров запаса с тем, чтобы под его действие не попали граждане Горской республики, как «суверенного государства».

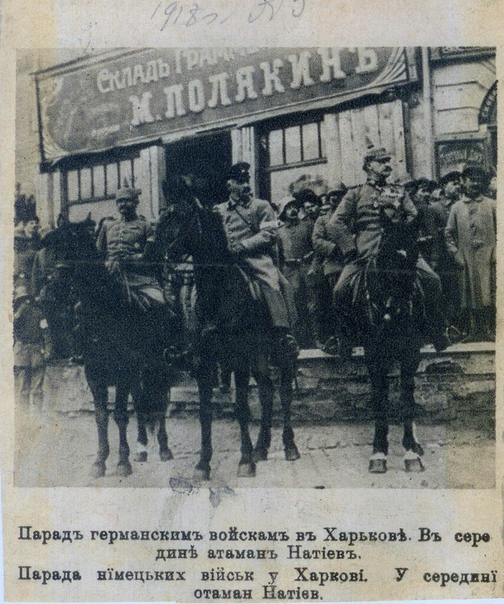
Генерал-хорунжий армии УНР Александр Натиев в 1918 году

В 1919 году попытку наладить отношения с горцами предприняло правительство Украинской Народной Республики. В последние недели своего пребывания на посту премьер-министр УНР Сергей Остапенко подписал постановление о направлении чрезвычайных посольств к правительствам Кубани, Грузии и Северного Кавказа. В начале июня 1919 года в Батуми прибыла Украинская военная миссия к народам Северного Кавказа. Она была сформирована по инициативе министра военных дел УНР Александра Шаповала, возглавлялась полковником Николаем Чеховским, назначенным в связи с этим также военным атташе Чрезвычайной дипломатической миссии УНР на Кавказе, и должна была провести подготовительную работу по вербовке горцев в украинскую армию и комплектации, при условии получения соответствующих средств, 10 000 горских воинов. Однако по прибытии в Грузию миссия была задержана «без объявления причин» по приказу британского командования, а в дальнейшем — не смогла нормально начать работу ввиду деятельности уроженца Аджарии и генерал-хорунжего армии УНР Александра Натиева. По данным дипломатов УНР он вступил в ряды Добровольческой армии «с целью набрать на Кавказе военный кадр и, вступив с ним на Украину, приобщиться к Украинскому войску», однако его план был раскрыт, он — отозван, но всё равно ликвидирован грузинами, посчитавшими, что он собирал войска для Деникина.
15 ноября 1919 года коалиционным Советом обороны Северного Кавказа и Дагестана перед полномочным представителем УНР на Кавказе Иваном Красковским поставлен вопрос о желании подписать договор с украинским правительством о взаимном содействии в борьбе с Добровольческой армией, что было вызвано оккупацией деникинцами Дагестана и Чечни, конфискацией ими продовольствия для нужд армии и объявлением мобилизации среди горцев. Основными условиями отражёнными в проекте соглашения были:
- предоставление УНР как договорной стороной 45 000 000 рублей на организацию войска «не менее 15 000 бойцов» для борьбы за независимость Горской республики (должны были передаваться миссией под руководством Красковского по мере формирования отрядов);
- отправка УНР на Кавказ украинских инструкторов;
- предоставление УНР права вербовать в пределах Горной республики добровольцев-всадников «после укрепления политического положения Горной республики».

Сообщение о необходимости подписания договора было направлено Красовским в МИД УНР, однако предложение осталось нереализованным ввиду поражения УНР в борьбе с Добровольческой армией и «полной невозможностью переехать на Украину кому бы то ни было».
На международной арене горско-украинское сотрудничество отобразилось в совместном выступлении на Парижской мирной конференции — в ответ на признание 12 июня 1919 года Верховным советом Антанты правительства Колчака единственным законным правительством на всем постимперском пространстве, представители теперь суверенных государств — Эстонии, Грузии, Северного Кавказа, Белоруссии, Украины и Азербайджана 17 июня подписали совместную ноту «протеста».

## Контакты с терскими казаками
К моменту Антигетманского восстания на Украине в Киеве уже функционировало Терское посольство. 28 декабря 1918 года его представитель есаул Долинский был официально принят премьер-министром восстановленной Украинской Народной Республики Владимиром Чеховским для обсуждения вопроса обеспечения дальнейшей деятельности представительства либо возможности его выезда из Киева. Уже в 1920 году Большой войсковой круг Терского казачьего войска принял решение послать полковника Николая Долинского, члена Большого войскового круга, к командованию главного атамана войска и флота УНР Симона Петлюры с целью «приветствовать братскую Украину в лице её Представителей и всячески помогать... ...в борьбе за независимость и вольность Украинской Народной Республики». 16 ноября того же года его председатель Н. Губорев направил официальное обращение представителю Украинской Народной Республики в Будапеште, в котором подверг критике Добровольческую армию генерала Деникина, выразил «искреннее желание сблизиться с родной Украиной и поддерживать друг друга», приветствовал «освобождение правобережной Украины от большевиков» и извещал об отправке полковника Долинского.